# Ellen Hoog
Ellen Hoog (Bloemendaal, 26 de março de 1986) é uma jogadora de hóquei sobre a grama neerlandesa que já atuou pela seleção de seu país.

## Carreira

### Olimpíadas de 2008
Nos Jogos de Pequim de 2008, Ellen e suas companheiras de equipe levaram a seleção neerlandesa ao título do torneio olímpico. Após terminar a fase de grupos na primeira colocação de forma invicta, os Países Baixos golearam a Argentina na semifinal pelo placar de 5 a 2. A grande final, disputada em 22 de agosto daquele ano, terminou com a vitória de 2 a 0 das neerlandesas sobre as anfitriãs chinesas, dando a medalha de ouro para a seleção neerlandesa.

### Olimpíadas de 2012
Ellen Hoog conquistou uma medalha de ouro nas Olimpíadas de Londres de 2012. A seleção dos Países Baixos terminou a fase inicial do torneio olímpico em primeiro lugar do seu grupo, com cinco vitórias em cinco jogos. Na semifinal, as neerlandesas derrotaram a Nova Zelândia nos tiros livres por 3 a 1, após um empate de 2 a 2 no tempo regular. E na grande final, contras as leonas argentinas, Ellen e suas companheiras de time venceram por 2 a 0, ficando assim com o ouro.